# Sinopotamon anhuiense
Sinopotamon anhuiense is een krabbensoort uit de familie van de Potamidae. De wetenschappelijke naam van de soort is voor het eerst geldig gepubliceerd in 1979 door Dai & Fan, in Dai, Chen, Song, Fan, Lin & Zeng.